# Article 46 de la Constitution belge
L'article 46 de la Constitution belge fait partie du titre III Des pouvoirs. Il traite du droit de la dissolution de la Chambre des représentants.
Il date du 7 février 1831 et était à l'origine — sous l'ancienne numérotation — l'article 71. Il a été révisé le 5 mai 1993 et le 6 janvier 2014.

## Texte
« Le Roi n'a le droit de dissoudre la Chambre des représentants que si celle-ci, à la majorité absolue de ses membres : 
 1°  soit rejette une motion de confiance au Gouvernement fédéral et ne propose pas au Roi, dans un délai de trois jours à compter du jour du rejet de la motion, la nomination d'un successeur au Premier ministre; 
2°  soit adopte une motion de méfiance à l'égard du Gouvernement fédéral et ne propose pas simultanément au Roi la nomination d'un successeur au Premier ministre. 
Les motions de confiance et de méfiance ne peuvent être votées qu'après un délai de quarante-huit heures suivant le dépôt de la motion. 
 En outre, le Roi peut, en cas de démission du Gouvernement fédéral, dissoudre la Chambre des représentants après avoir reçu son assentiment exprimé à la majorité absolue de ses membres. 
L'acte de dissolution contient convocation des électeurs dans les quarante jours et de la Chambre des représentants dans les deux mois. 
En cas de dissolution des deux Chambres, conformément à l'article 195, les Chambres sont convoquées dans les trois mois. 
En cas de dissolution anticipée, la nouvelle législature fédérale ne pourra courir au-delà du jour des premières élections pour le Parlement européen suivant cette dissolution. 
Disposition transitoire
Une loi, adoptée à la majorité prévue à l'article 4, dernier alinéa, détermine, après les élections pour le Parlement européen de 2014, la date d'entrée en vigueur de l'alinéa 6. Cette date correspond à la date d'entrée en vigueur de l'article 65, alinéa 3, et de l'article 118, § 2, alinéa 4. »

## Application
L'auteur de la profonde révision de 1993 est André Alen. 
Entre 1919 et 2014, l'article 46 n'a été appliqué qu'une fois, en 1929 au terme de la 28e législature. En effet, pour dissoudre les Chambres, c'est la procédure de l'article 195 qui est traditionnellement utilisée.